# Мануэль (имя)
Мануэ́ль (исп. Manuel) — мужское имя. Краткая версия имени библейского происхождения Иммануил (ивр. עִמָּנוּאֵל‎ (’imánuel), «с нами бог»). В Ветхом Завете:

Итак, Сам Господь даст вам знамение: се, Дева во чреве приимет, и родит Сына, и нарекут имя Ему: Эммануил. Ис. 7:14

За основу имени принята греческая форма Emmanouel. Наиболее часто используется в испано-, португало-, германо-, румыно- и англоговорящих странах.

Женская форма — Мануэла.

## Происхождение
Испанская и португальская формы имени — Эммануэль. В написании Μανουηλ (Manouel) оно использовалось в Византийской империи, в частности это имя носили два императора.
Возможно, эта форма имени была передана в Испанию и Португалию из Византии, имевшей связи с королевскими семьями (король Кастилии Фернандо III женился на немке Элизабет Гогенштауфен, имевшей византийские корни; у них был сын по имени Мануэль).
Имя используется на Пиренейском полуострове по крайней мере с XIII века. Его носили два короля Португалии.

## Именины
- 26 марта в Словакии.
- 17 июня.
- 25 декабря во Франции.
- 26 декабря — в Греческой православной церкви.

## Статистика
В 1880 году имя Эммануэль было среди 200 популярных имён в США.
В 1881 году — 199 место (согласно переписи 1881 года в США).
В 1906 году — 104 место (США).
В 1929 году 0,146 % мальчиков получили имя Мануэль (111 место по популярности) (США).
В 1990 году имя занимает 110 номер среди самых популярных имён для мальчиков в США (согласно переписи населения 1990 года).
С января 1990 года по август 1999 года имя Мануэль занимает 138 место в 1000 самых популярных имён в США.
С 1990 по 2006 года имя занимало позиции между 19 и 40 в Чили.
В 1996 году — 48 место (Каталония).
В 1997 году в Южной Австралии было на 537 месте.
С 2002 по 2006 годы в Испании показатель колебался между 17 и 13 позициями.
2003 год — 14 место в Швейцарии; 73 место в Каталонии.
2004 год — 29 место среди самых популярных имён в Австрии, 950 — в Южной Австралии
2005 год — 38 место в Швейцарии.
2006 год — 28 место (Австрия).
2007 год — 0,109 % (170 место). В этом же году имя Эммануэль было использовано на 12 % больше, чем Мануэль (США); в Квебеке, Канада, имя было на 188 месте; 95 место в Германии.

## Формы и производные
- Эмануэль (Emanuel) (французский, немецкий и скандинавские языки);
- Эмануэль (Emanuele), Маноло (Manolo) (итальянский язык);
- Эммануэль (Emmanuel) (французский и немецкий языки);
- Иманол (Imanol) (баскский язык);
- Иммануил (Immanuel) (немецкий и иврит);
- Манвел (армянский язык)
- Мануэл (Manuel) (португальский язык).

Короткие формы:
- Мэн (Man), Мэнни (Manny) (английский язык);
- Маня (Manya) (испанский язык);
- Мани (Manu) (немецкий язык).

Детские ласкательные имена:
- Мило (Milo) (английский язык и славянские языки);
- Маэл (Mael, Maël) (бретонский и французский языки);
- Манлио (Manlio) (итальянский язык);
- Мале (Mal) (валлийский и английский языки);
- Михай (Mihály) (венгерский язык).

В испанском и португальском, как характерно и для других имен, имя Мануэль может быть частью составного имени, например: Хосе Мануэль, Мануэль Хосе, Карлос Мануэль, Мануэль Карлос и т.д..

## Известные носители имени

### Монархи
- Мануэл I Счастливый — король Португалии (25 октября 1495 года - 13 декабря 1521 года).
- Мануэл II — последний король Португалии (1 февраля 1908 года - 5 октября 1910 года).